# Magnus Olofsson
Magnus Olofsson (nacido el 8 de diciembre de 1965) es un investigador sueco en energía y director ejecutivo de Energiforsk AB. Desde febrero de 2011, es CEO de Elforsk AB y, desde marzo de 2013, también de Värmeforsk, cuyas actividades se transfirieron a Energiforsk al final del año 2014/2015. Antes de su tiempo en Elforsk, fue director general y jefe de Elsäkerhetsverket.
Olofsson tiene un doctorado en sistemas de energía eléctrica de la Kungliga Tekniska Högskolan (KTH) en Estocolmo, obtenido en 1996, donde también completó su ingeniería en tecnología eléctrica. Desde marzo de 2013, es miembro de la Kungliga Ingenjörsvetenskapsakademien.
Olofsson trabajó en ABB durante los años 2002–2008, donde, desde 2003, ocupó el cargo de jefe global de producto para interruptores de potencia dentro del área de productos de alta tensión en la sede central en Zúrich. En la primavera de 2007, se trasladó de Ludvika a Pekín, donde, además de su cargo global, fue jefe de desarrollo en el área local de productos de alta tensión durante un tiempo.
Olofsson estuvo involucrado en la creación del centro de investigación académica High Voltage Valley en Ludvika, donde fue director de investigación y director administrativo desde 2004 hasta 2006. Entre 1998 y 2002, trabajó en STRI AB en Ludvika, entre otras cosas como jefe de investigación en sistemas de energía eléctrica. Olofsson fue ingeniero de sistemas y jefe de grupo en Banverket entre 1996 y 1998.
Olofsson ha sido miembro de la junta de la Fundación de Investigación de Ångpanneföreningen, donde ahora es suplente. También es miembro del consejo estratégico de la Escuela de Tecnología Eléctrica y de Sistemas en KTH. Durante su tiempo como director general y jefe de Elsäkerhetsverket, Olofsson fue presidente de la junta de Elektriska Nämnden y vicepresidente de SEK Svensk Elstandard.